# Liste der Kulturgüter in Affoltern am Albis
Die Liste der Kulturgüter in Affoltern am Albis enthält alle Objekte in der Gemeinde Affoltern am Albis im Kanton Zürich, die gemäss der Haager Konvention zum Schutz von Kulturgut bei bewaffneten Konflikten, dem Bundesgesetz vom 20. Juni 2014 über den Schutz der Kulturgüter bei bewaffneten Konflikten sowie der Verordnung vom 29. Oktober 2014 über den Schutz der Kulturgüter bei bewaffneten Konflikten unter Schutz stehen.
Objekte der Kategorien A und B sind vollständig in der Liste enthalten, Objekte der Kategorie C fehlen zurzeit (Stand: 1. Januar 2022). Unter übrige Baudenkmäler sind weitere geschützte Objekte zu finden, die im Verzeichnis der Objekte von überkommunaler Bedeutung der kantonalen Denkmalpflege zu finden und nicht bereits in der Liste der Kulturgüter enthalten sind.

## Kulturgüter
| Foto |                                                                                                | Objekt                                                              | Kat. | Typ | Standort                               | Beschreibung |
| ---- | ---------------------------------------------------------------------------------------------- | ------------------------------------------------------------------- | ---- | --- | -------------------------------------- | --- |
| ja   | Datei hochladen · Wikidata zu Sammlungszentrum des Schweizerischen Nationalmuseums (Q29573990) | Sammlungszentrum des Schweizerischen Nationalmuseums KGS-Nr.: 11777 | A    | S   | Lindenmoosstrasse 3 676219 / 235865    | Depot des Schweizerischen Nationalmuseums mit angeschlossenen Werkstätten der Konservatoren, Objektlogistik für Verpackung und den Versand von Kulturgüter und Fotoatelier, untergebracht im umgenutzten Zeughaus der Schweizer Armee.     |
| ja   | Datei hochladen · Wikidata zu Allmend, Mühliberg, Weidmauer (Q29932449)                        | Allmend / Mühliberg, neuzeitliche Weidmauer KGS-Nr.: 7385           | B    | F   | 678312 / 238574                        | Ungefähr 375 m lange neuzeitliche Mauer im Wald, die wahrscheinlich der Abgrenzung von Weidegebieten diente. Objekt verläuft ungefähr entlang der Grenze der Gemeinden Affoltern am Albis und Hedingen, dort unter KGS-Nr. 272 aufgeführt. |
| ja   | Datei hochladen · Wikidata zu Druckereigebäude Weiss (Q29932453)                               | Druckereigebäude Weiss KGS-Nr.: 12504                               | B    | G   | Obere Bahnhofstrasse 5 676582 / 236693 | In den 1900er-Jahren entstandenes Jugendstilbauwerk mit gelber Sichbacksteinfassade. Das Gebäude im Stile einer Fabrikantenvilla beherbergte sowohl die Wohnräume der Familie Weiss, wie auch die Druckerei in ihrem Besitz.               |
| ja   | Datei hochladen · Wikidata zu Butzenhaus (Q29932451)                                           | Butzenhaus KGS-Nr.: 12505                                           | B    | G   | Butzenstrasse 11 677290 / 236701       | Ende des 18. Jahrhunderts errichtetes Doppelbauernhaus in der Butzen. Riegelbau mit markanter Front gegen Süden, die durch gereihte Fenster mit Butzenscheibenverglasung und den darüber angeordneten Falladen gebildet wird.              |
| ja   | Datei hochladen · Wikidata zu St. Josef (Q19309371)                                            | Katholisches Kirchenzentrum St. Josef KGS-Nr.: 16574                | B    | G   | Seewadelstrasse 13 676431 / 236959     | Katholische Kirche mit Pfarreizentrum und Pfarrhaus aus den 1980er Jahren, errichtet an der Stelle eines Vorgängerbauwerks. Nutzung durch eine der grössten katholischen Kirchgemeinden des Kantons Zürich.                                |

## Übrige Baudenkmäler
| ID            | Foto |                                                                                 | Objekt                                        | Kat.    | Typ | Standort                                            | Beschreibung |
| ------------- | ---- | ------------------------------------------------------------------------------- | --------------------------------------------- | ------- | --- | --------------------------------------------------- | ------------ |
| 00200063      | ja   | Datei hochladen                                                                 | Wohnhaus mit Laden                            | C       | G   | Obere Bahnhofstrasse 20 676384 / 236689             |              |
| 00200140      | ja   | Datei hochladen                                                                 | Ehemaliges Bauernhaus                         | B reg.  | G   | Zürichstrasse 84 676822 / 236753                    |              |
| 00200156      | ja   | Datei hochladen                                                                 | Ehemaliges Arzthaus                           | B reg.  | G   | Zürichstrasse 92 676862 / 236816                    |              |
| 00200158      | ja   | Datei hochladen                                                                 | Reformiertes Pfarrhaus                        | B reg.  | G   | Kirchgasse 1 676874 / 236841                        |              |
| 00200160      | ja   | Datei hochladen                                                                 | Waschhaus                                     | B reg.  | G   | Zürichstrasse 94 676868 / 236859                    |              |
| 00200162      | ja   | Datei hochladen · Wikidata zu Reformierte Kirche Affoltern am Albis (Q18609769) | Reformierte Kirche                            | B kant. | G   | Kirchgasse 1 676903 / 236843                        |              |
| 00200200      | ja   | Datei hochladen                                                                 | Bezirks- und Gerichtsgebäude                  | B reg.  | G   | Zürichstrasse 136 676837 / 237166                   |              |
| 00200202      | ja   | Datei hochladen                                                                 | Ehemaliges Gefängnis                          | B reg.  | G   | bei Zürichstrasse 136 676858 / 237161               |              |
| 00200921      | ja   | Datei hochladen                                                                 | Altes Primarschulhaus Chilefeld (1878/79)     | B reg.  | G   | Kirchgasse 4 676994 / 236909                        |              |
| 00200925      | ja   | Datei hochladen                                                                 | Altes Sekundarschulhaus Chilefeld (1899)      | B reg.  | G   | Butzenstrasse 2 677038 / 236972                     |              |
| 00200927      | ja   | Datei hochladen                                                                 | Primarschule Butzen, Klassenzimmertrakt       | B reg.  | G   | Butzenstrasse 8 677087 / 236748                     |              |
| 002Bei00927_1 | ja   | Datei hochladen                                                                 | Primarschule Butzen, Singsaal/Aula            | B reg.  | G   | bei Butzenstrasse 8 677067 / 236785                 |              |
| 002Bei00927_2 | ja   | Datei hochladen                                                                 | Primarschule Butzen, Abwartshaus              | B reg.  | G   | bei Butzenstrasse 8 677109 / 236731                 |              |
| 00200928      | ja   | Datei hochladen                                                                 | Primarschule Butzen, Turnhalle                | B reg.  | G   | bei Butzenstrasse 8 677047 / 236808                 |              |
| 00201113      | ja   | Datei hochladen                                                                 | Doppelkindergarten                            | B reg.  | G   | Haupelweg 2 (25) 676737 / 236351                    |              |
| 00202200      | ja   | Datei hochladen                                                                 | Speicher und Waschhaus, Hofgruppe Loo         | B reg.  | G   | Zwillikon, bei Weihermattstrasse 10 675906 / 237933 |              |
| 00202202      | ja   | Datei hochladen                                                                 | Bauernhaus, Hofgruppe Loo                     | B reg.  | G   | Zwillikon, Weihermattstrasse 10 675923 / 237944     |              |
| 00202331      | ja   | Datei hochladen                                                                 | Trafostation E 81 (Turm)                      | B reg.  | G   | Zwillikon, Ottenbacherstrasse 675427 / 237817       |              |
| 00202424      | ja   | Datei hochladen                                                                 | Altes Primarschulhaus Zwillikon, Kindergarten | B reg.  | G   | Zwillikon, Schulrain 8 675070 / 237807              |              |

Legende: Im Wesentlichen siehe Legende der Liste der Kulturgüter von nationaler und regionaler Bedeutung, mit folgenden Ausnahmen:
- Anstelle der KGS-Nummer wird als Objekt-Identifikator (ID) die Inventarnummer im Verzeichnis der Objekte von überkommunaler Bedeutung des kantonalen Denkmalschutzamtes verwendet.
- Bei den Kategorien wird wie folgt unterschieden: B kant. = Objekt von kantonaler Bedeutung (Kanton Zürich); B reg. = Objekt von regionaler Bedeutung (Kanton Zürich).